# Sabine John
Sabine John (Döbeln, 1957. október 16. –) olimpiai ezüstérmes kelet-német atléta, többpróbázó.

## Pályafutása
1982-ben az Európa-bajnokságon, majd 1983-ban a világbajnokságon is ezüstérmes lett hétpróbában, mind a két alkalommal honfitársa, Ramona Neubert mögött.
Pályafutása alatt egyetlen olimpián vett részt. Szöulban két versenyszámban, távolugrásban és hétpróbán indult. Előbbit nyolcadikként zárta, míg hétpróbán ezüstérmet szerzett az olimpiai rekorddal győztes Jackie Joyner-Kersee mögött.

## Egyéni legjobbjai
- 200 méteres síkfutás - 23,37 (1984)
- 800 méteres síkfutás - 2:06,14 (1988)
- 100 méteres gátfutás - 12,54 s (1984)
- Magasugrás - 1,83 m (1983)
- Távolugrás - 7,12 m (1984)
- Súlylökés - 16,23 m (1988)
- Hétpróba - 6946 pont (1984)
- Ötpróba - 4768 pont (1985)